# Víctor Quispe Palomino
Víctor Quispe Palomino (Ayacucho, 1 de agosto de 1960) também conhecido como Camarada José, é um terrorista peruano, narcotraficante e líder guerrilheiro da organização guerrilheira conhecida como Partido Comunista Militarizado do Peru (MPCP). Anteriormente, ele fazia parte do grupo terrorista Sendero Luminoso e participou de suas atividades de 1980 até o final da década de 1990.
Seus supostos vínculos com o tráfico de drogas e o terrorismo lhe renderam uma acusação criminal em um tribunal dos Estados Unidos, onde uma recompensa de US$ 5 milhões é oferecida desde 2016 por informações que levem à sua captura.

## Biografia
Ele nasceu em Ayacucho em 1960. Seu pai, Martín Quispe Mendoza, natural da aldeia de Umaru, em Vilcashuamán, era professor de escola primária e criou os filhos na aldeia de Selva de Oro, distrito de Río Tambo, na província de Satipo. Em 1984, ele se mudou de volta para Umaru com sua mãe, Irene Palomino, e seus nove irmãos.
Ele foi enviado para estudar antropologia na Universidade Nacional de San Cristobal de Huamanga. Depois de dois anos, retornou, junto com seu irmão Jorge, ao Vale dos rios Apurímac, Ene e Mantaro (VRAEM). Quando tinha 22 anos de idade, "José" acompanhou seu pai - também militante do SL - no ataque ao posto policial de Vilcashuamán, onde seis policiais foram mortos.
Em julho de 1984, ele participou como membro do Sendero Luminoso no massacre de Soras. Em 1992, depois que o líder do Sendero Luminoso, Abimael Guzmán, foi capturado, Víctor e seu irmão Jorge Quispe Palomino foram colocados sob as ordens de Óscar Ramírez Durand, "camarada Feliciano", o terceiro no Sendero Luminoso, no que hoje é o VRAEM, na selva central. Dessa forma. Víctor Quispe Palomino tornou-se o segundo no comando da facção pró-seguir do Sendero Luminoso.

### Tomada do VRAEM
A partir de 1999, após a captura de Óscar Ramírez Durand, o clã Quispe Palomino, ou seja, os camaradas "José" (Víctor Quispe Palomino), "Raúl" (Jorge Quispe Palomino) e "Gabriel" (Marco Antonio Quispe Palomino), juntamente com Alejandro Borda Casafranca ("Alipio"), tornaram-se líderes de uma facção armada do Sendero Luminoso que operava na área do VRAEM. 'Gabriel' e 'Alipio' foram mortos em 11 de agosto de 2013 por tropas combinadas do Exército, da Marinha e da Polícia Nacional do Peru na comunidade de Pampas, Distrito de Llochegua, Departamento de Ayacucho; deixando apenas os irmãos Jorge e Victor Quispe Palomino como os principais líderes do agora chamado "grupo guerrilheiro" Militarizado Partido Comunista do Peru.

## Relação com o Sendero Luminoso
Desde 2010, Quispe Palomino se desvinculou do Pensamento Gonzalo como membro do Militarizado Partido Comunista do Peru. É por isso que Abimael Guzmán, fundador e líder histórico do Sendero Luminoso, não reconhece Víctor nem seus irmãos como membros da organização, e eles tampouco reconhecem o comando do "Presidente Gonzalo" de sua prisão.
Em 10 de junho de 2018, a inteligência peruana interceptou uma gravação de áudio feita por Quispe Palomino, provavelmente alguns dias antes do massacre de quatro policiais em 8 de junho no distrito de Anco, província de Churcampa, em Huancavelica, avisando que ele atacaria e atiraria de volta na polícia e nos militares que o procurassem para prendê-lo e destruir sua organização e, dirigindo-se às famílias dos membros das forças de segurança, ele afirmou que suas mortes seriam de responsabilidade do governo. Ele também garante que seu grupo não tem relação com o Sendero Luminoso de Abimael Guzmán e que o nome oficial de seu grupo é: Militarizado Partido Comunista do Peru (MPCP).
Em 12 de agosto de 2022, durante uma operação realizada pelas Forças Armadas peruanas no VRAEM, pelo menos 10 membros do MPCP foram mortos e Víctor Quispe Palomino, que conseguiu escapar durante os combates, ficou gravemente ferido. Além disso, durante o confronto, o exército sofreu 2 baixas, como resultado do confronto com os terroristas, armas e vários materiais subversivos foram recuperados.